# Mélanie Thierry
Mélanie Thierry (født 17. juni 1981) er en fransk model og skuespillerinde.
Thierry begyndte sin modelkarriere som 12-årig.

## Filmografi

### Engelske film
- The Legend of 1900, (1998)
- Babylon A.D., (2008)

### Franske film
- Quasimodo d'El Paris
- Canone Inverso, (2000)
- Jojo La Frite, (2002)
- Chrysalis, (2007)